# Tak mě tu máš
Tak mě tu máš – wydany w czerwcu 2012 r. (a w Polsce w marcu 2013 r.) album studyjny czeskiego barda, Jaromíra Nohavicy. Utwory nagrano pod koniec lutego 2012 r. w Grandhotelu w Prościejowie, w pokoju nr 309. Na płycie zagrał polski akordeonista, Robert Kuśmierski. Artysta sam wydał płytę, bez wsparcia firmy fonograficznej.
Album w Polsce dotarł do 2. miejsca zestawienia najlepiej sprzedających się płyt OLiS i  uzyskał status złotej płyty.

## Twórcy

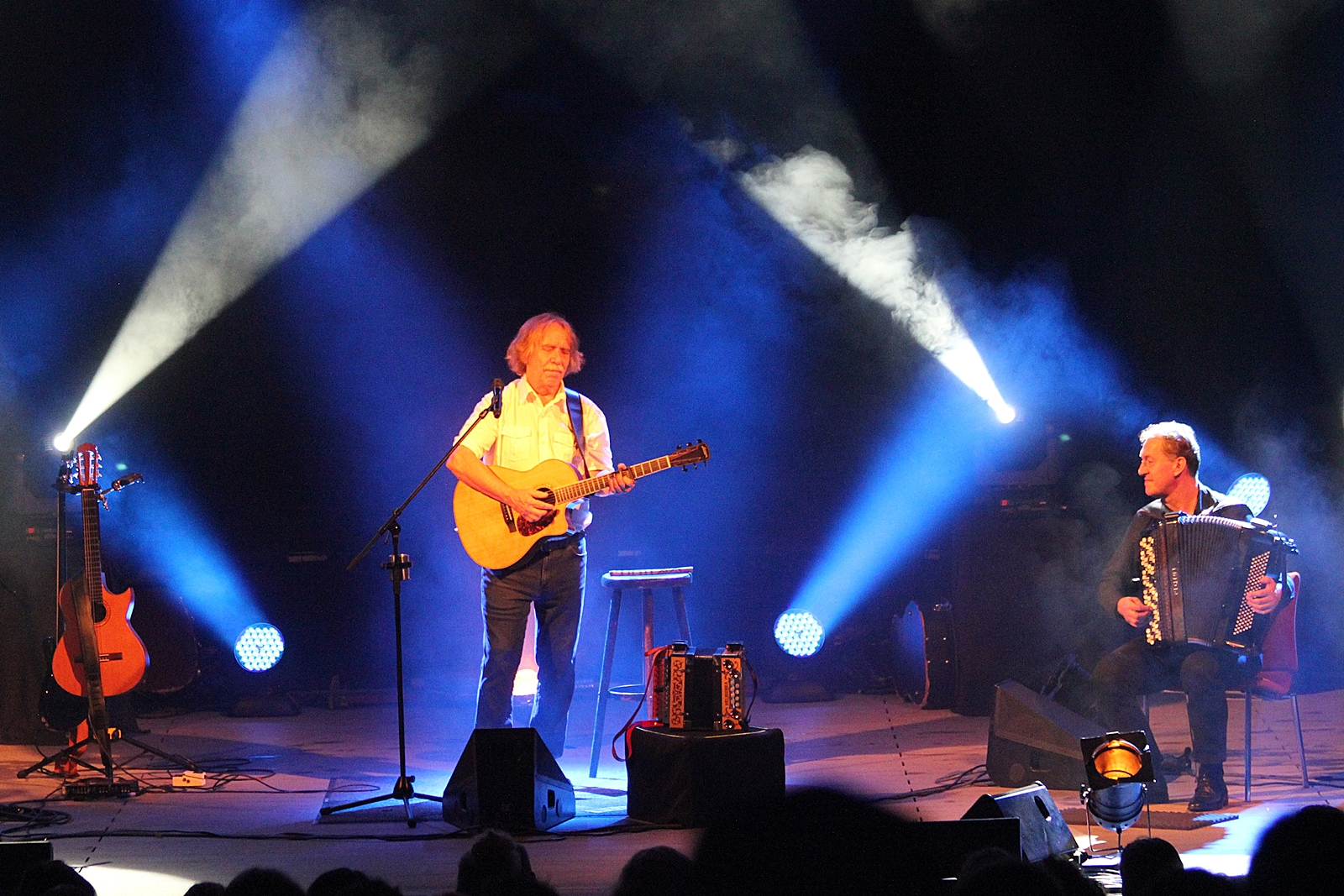
Jaromír Nohavica z akordeonistą Robertem Kuśmierskim

- Jaromír Nohavica – muzyka i teksty, śpiew, gitara
- Robert Kuśmierski – akordeon (w utworach: 2–4, 6, 8, 10, 12–14)
- Dalibor Cidlinský jr. – fortepian (utwory: 9, 11); producent muzyczny, realizacja dźwięku, miksowanie
- Jaromír Nohavica st. – skrzypce (utwór nr 8)
- Ecson Waldes – mastering
- Jakub Lis – produkcja
- Aleš Najbrt/Studio Najbrt – grafika
- Václav Jirásek – zdjęcia

## Lista utworów
| 1.  | „Řeka zapomnění”         | 3:19  |
|     |                          |       |
| 2.  | „www.idnes”              | 4:43  |
|     |                          |       |
| 3.  | "Zlo sedí v rohu pokoje" | 3:11  |
|     |                          |       |
| 4.  | „U nás na severu”        | 3:18  |
|     |                          |       |
| 5.  | „Kupte si hřebeny”       | 2:41  |
|     |                          |       |
| 6.  | „Jiné to nebude”         | 3:33  |
|     |                          |       |
| 7.  | „Andělé moji”            | 1:42  |
|     |                          |       |
| 8.  | „Dežo”                   | 2:15  |
|     |                          |       |
| 9.  | „Telegram”               | 1:57  |
|     |                          |       |
| 10. | „Já chci poezii”         | 2:23  |
|     |                          |       |
| 11. | „Zbloudillý koráb”       | 3:13  |
|     |                          |       |
| 12. | „Minulost”               | 3:29  |
|     |                          |       |
| 13. | „Moskevská virtuálka”    | 1:38  |
|     |                          |       |
| 14. | „Z minula do budoucna”   | 3:25  |
|     |                          |       |
|     |                          | 40:47 |
|     |                          |       |

## Pozycje na listach
| Lista (2013)      | Najwyższa pozycja |
| ----------------- | ----------------- |
| Czechy (ČNS IFPI) | 1                 |
| Polska (OLiS)     | 2                 |